# Montérégie-Hügel

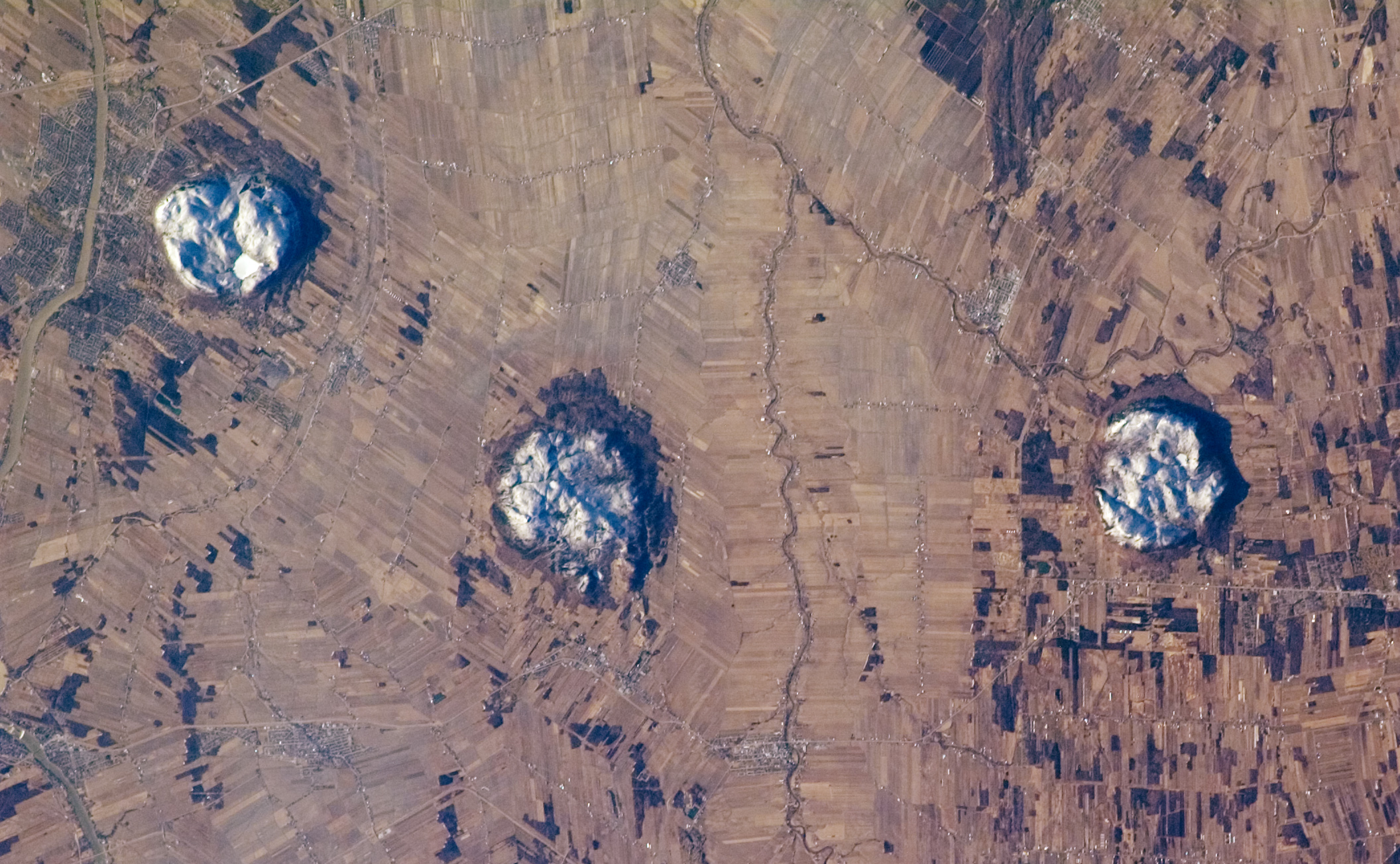
Drei der Montérégie-Hügel (Mont Saint-Hilaire, Mont Rougemont und Mont Yamaska) – zum Aufnahmezeitpunkt schneebedeckt

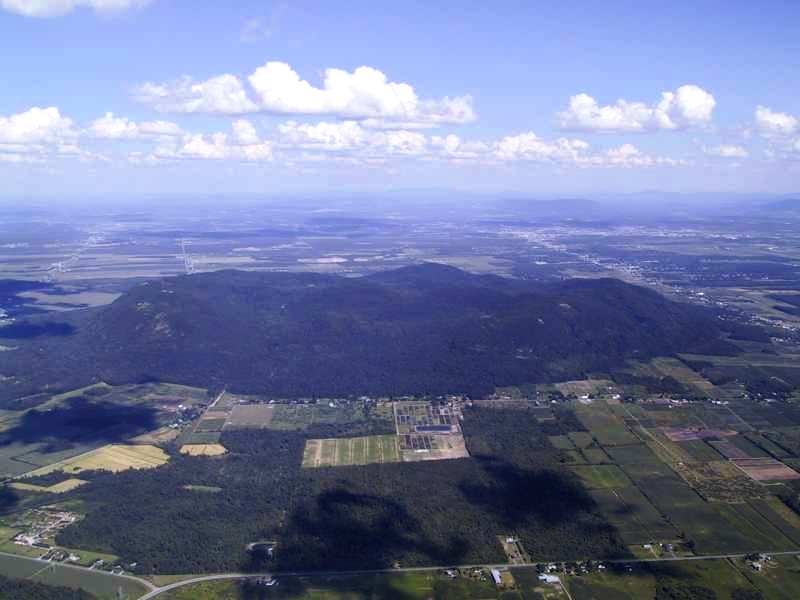
Mont Yamaska

Die Montérégie-Hügel (frz. Collines montérégiennes, engl. Monteregian Hills) sind eine Kette isolierter Hügel in der kanadischen Provinz Québec. Sie erstrecken sich von der Stadt Montreal aus etwa 90 km in östlicher Richtung und liegen nördlich der Appalachen. Benannt ist die Hügelkette nach dem Mont Royal (lat. Mons Regius) im Stadtzentrum Montreals, dem bekanntesten (aber nicht höchsten) Hügel. Nach der Hügelkette ist wiederum die Verwaltungsregion Montérégie benannt.

## Beschreibung
Jeder dieser Hügel entstand während der Kreidezeit durch die Intrusion von magmatischem Gestein und Hornfels, die viel widerstandsfähiger gegen Verwitterung sind als das umliegende Sedimentgestein. Dieses wurde im Laufe der Jahrmillionen abgetragen, so dass die runden Hügel in der ansonsten flachen Ebene mehrere hundert Meter herausragen. Die Hügel bestehen aus dunkel gefärbten Mafit-Gesteinen wie Gabbro und Essexit, aber auch aus helleren Felsarten wie Syenit.
Die flachen, felsigen Gipfelplateaus der Hügel sind meist mit Wald bedeckt. Die Böden der unteren Hänge bestehen aus Kiesen und Sanden. Die sandigen Böden sind überwiegend Podsol mit hartem Unterboden und daher für die Landwirtschaft wenig geeignet.

## Liste
Von West nach Ost bilden folgende Hügel die Montérégie-Kette (MA = Alter in Millionen Jahren):
| Name                | Höhe   | Alter      | Gemeinde                   |
| ------------------- | ------ | ---------- | -------------------------- |
| Mont Royal          | 233 m  | 118–138 MA | Montreal                   |
| Mont Saint-Bruno    | 218 m  | 118–136 MA | Saint-Bruno-de-Montarville |
| Mont Saint-Hilaire  | 411 m  | 135 MA     | Mont-Saint-Hilaire         |
| Mont Saint-Grégoire | 251 m  | 119 MA     | Mont-Saint-Grégoire        |
| Mont Rougemont      | 381 m  | 137 MA     | Rougemont                  |
| Mont Yamaska        | 416 m  | 120–140 MA | Saint-Paul-d’Abbotsford    |
| Mont Shefford       | 526 m  | 120–130 MA | Shefford                   |
| Mont Brome          | 553 m  | 118–138 MA | Bromont                    |
| Mont Mégantic       | 1105 m | 128–133 MA | Notre-Dame-des-Bois        |